# Goth

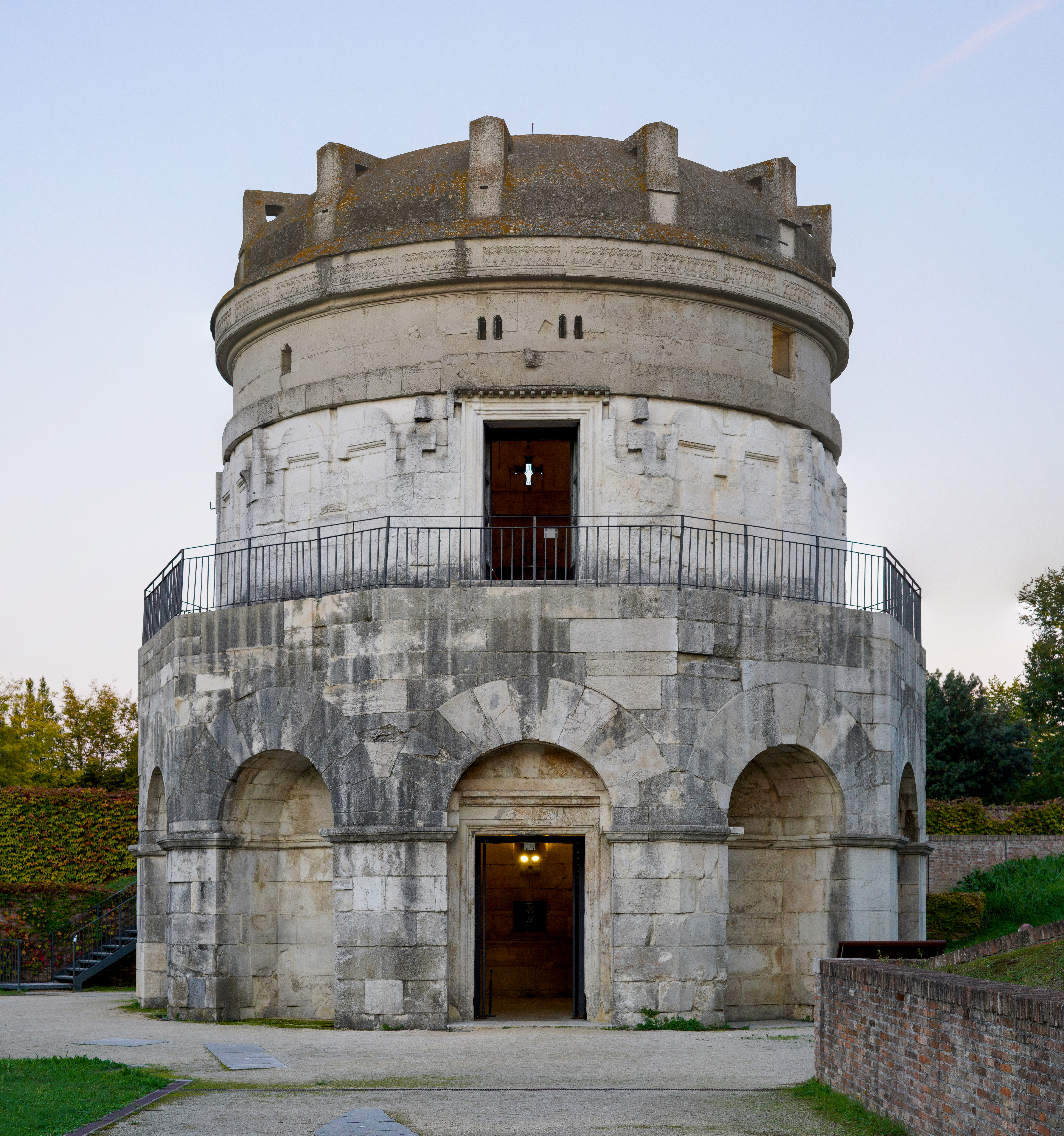
Bảo tàng Theodoric ở Ravenna.

Goth là một bộ tộc Đông German, những người Goths đã đóng vai trò quan trọng trong lịch sử Đế quốc La Mã khi họ xuất hiện ở khu vực hạ sông Danube vào thế kỷ thứ 3.
Cuộc xâm nhập đầu tiên của người Goth vào Đế quốc Lã Mã diễn ra vào năm 238. Tài liệu ghi chép về người Goth trước thời kỳ này rất hiếm, nguồn tài liệu quan trọng nhất là tác phẩm bán hư cấu Getica của Jordanes vào thế kỷ thứ 6, trong đó mô tả sự di cư của người Goth từ Scandza, một khu vực ngày nay được cho là ở Götaland (Thụy Điển), cho tới Gothiscandza, khu vực được cho là vùng hạ Vistula ở Pomerania (Ba Lan) ngày nay, từ đó người Goth tới khu vực bờ biển Đen (ngày nay là Ukraina, România và Moldova). Hai nền văn hóa Wielbark và Chernyakhov ở đông bắc vùng hạ Danube được cho là các dấu tích khảo cổ của cuộc di cư này. Theo Jordanes, vào năm 529 trước Công Nguyên, người Goth dưới triều Nữ hoàng Tomyris phải kháng chiến chống cuộc xâm lược của đại binh tinh nhuệ Ba Tư do vị Hoàng đế hùng cường Cyrus Đại đế thân hành thống lĩnh. Tomyris vẫn hiên ngang và bà dụ địch vào, sau đó thân chinh xuất đại quân đánh tan nát quân Ba Tư trong một trận chiến kịch liệt. Cyrus Đại Đế bại vong và người Ba Tư bị tiêu diệt sạch. Khi Tomyris khải hoàn, người Goth chiếm hữu được biết bao chiến lợi phẩm.
Vào thế kỷ 3 và thế kỷ 4, người Goth chia ra làm hai nhóm khác biệt là Thervingi và Greuthungi, hai nhóm này được ngăn cách bởi con sông Dniester. Họ liên tục mở các cuộc tấn công hai Đế chế Tây và Đông La Mã trong cuộc Chiến tranh người Goth (375–382). Hoàng đế Tây La Mã là Valens thân chinh kéo đại quân đến thành Hadrianopolis để chống trả. Trong trận đánh quyết liệt tại đây (378), quân La Mã do kỷ cương kém nên bị vua người Goth là Fritigern tàn sát dữ dội và trong biết bao nhiêu là thây lính La Mã có cả thi hài của Hoàng đế Valens. Sau đại thắng vang dội của vua Fritigern, đồng Hoàng đế Tây La Mã là Gratianus kinh sợ người Goth, trong khi Hoàng đế Đông La Mã là Theodosius I thân chinh đốc xuất đại binh đánh người Goth. Bằng một đòn giáng sấm sét tại Thessalonica, người Goth đập tan nát quân đội của Theodosius I (380). Cuối thế kỷ 4, người Hung Nô ở phía đông xâm chiếm vùng đất của người Goth. Trong khi nhiều người Goths khuất phục và hòa nhập vào Đế quốc Hung Nô thì nhiều người khác bị đẩy tới Đế quốc La Mã và được chuyển đổi sang Kitô giáo bởi nhà truyền giáo Wulfila, người đã sáng chế ra bảng chữ cái Goth để dịch Kinh Thánh.
Tới thế kỷ 5 và 6, người Goth được chia thành hai bộ tộc chính, Tây Goth và Đông Goth. Cả hai lập nên các nhà nước nối tiếp Đế quốc Tây La Mã. Ở Ý, Vương quốc Đông Goth thành lập bởi vua Theodoric Đại đế bị quân đội Đế quốc Đông La Mã đánh bại sau cuộc Chiến tranh người Goth (535-555). Đến thế kỷ 5, Vương quốc Tây Goth ở Aquitaine bị người Frank đẩy tới Hispania năm 507 và chuyển đổi sang Công giáo vào thế kỷ 6 và tới đầu thế kỷ 8 thì thất bại vào tay người Moor Hồi giáo. Dù ảnh hưởng của văn hóa Goths vẫn còn ở một vài quốc gia châu Âu nhưng nhìn chung nền văn hóa và ngôn ngữ Goths đã biến mất vào thời Trung Cổ. Vào thế kỷ 16, những tàn tích nhỏ của phương ngữ Goths được cho là vẫn còn tồn tại ở vùng Crimea.

## Liên kết
- Jordanes (1997), The Origins and Deeds of the Goths, Charles C. Mierow, Translator, Calgary: J. Vanderspoel, Department of Greek, Latin and Ancient History, University of Calgary, Bản gốc lưu trữ ngày 24 tháng 4 năm 2006, truy cập ngày 5 tháng 9 năm 2008
- Makiewicz, Tadeusz. "The Goths in Greater Poland". The Council of Europe, EuRoPol Gaz S.A. Truy cập ngày 5 tháng 9 năm 2008.
- Skorupka, Tomasz (1997). "Jewellery of the Goths". Poznan Archaeological Museum. Truy cập ngày 16 tháng 9 năm 2008. {{Chú thích web}}: Đã định rõ hơn một tham số trong author-name-list parameters (trợ giúp)
- Hooker, Richard (1996). "The Germans". World Civilizations. Washington State University. Bản gốc lưu trữ ngày 20 tháng 12 năm 2008. Truy cập ngày 19 tháng 9 năm 2008.
- Kaliff, Anders (2001). "Gothic Connections:Abstract". Uppsala Universitet. Bản gốc lưu trữ ngày 21 tháng 8 năm 2004. Truy cập ngày 19 tháng 9 năm 2008.
- "The Savage Goths", [[Terry Jones’ Barbarians]], tháng 6 năm 2006, Bản gốc lưu trữ ngày 8 tháng 12 năm 2008, truy cập ngày 7 tháng 4 năm 2011 {{Chú thích}}: Tựa đề URL chứa liên kết wiki (trợ giúp).
- Forest People: the Goths in Transyvania, Hungary: NIIF.
- The origin of the Goths (PDF), Neðerlands: Kortland.